# Nicolae Marinescu (scrimer)
Nicolae Marinescu (n. 15 decembrie 1906, București, România – d. 1977) a fost un scrimer olimpic român.
Lucra ca economist la Banca Națională a României și a practicat scrima la clubul bancar „Progresul”. Elev al profesorului Scarlat Atanasiu, a fost campion a României de 19 ori la cele trei arme. A luat parte la probele de sabie individual și pe echipe, precum și la proba de spadă individual la Jocurile Olimpice din 1936 de la Berlin, și la probele de floretă individual și pe echipe, precum și la proba de spadă individual la cele din 1952 de la Helsinki.